# Poštovní palác (Pécs)
Poštovní palác (maďarsky Postapalota) je jednou z historických a významných budov v centru maďarského města Pécs. Stojí na adrese Jókai utca (Jókaiova ulice) č. 10.
Historizující palác je i v 21. století využíván pro potřeby maďarské pošty. Nápadné jsou gotické sochy, renesanční dekorativní motivy a secesní intarze na boční fasádě. Glazovaný erb na budově, reliéfy a nápadné barevné střešní tašky byly vyrobeny v porcelánce Zsolnay, která se nachází přímo v Pécsi.
Při zakládání stavby se zjistilo, že na místě současné budovy stávalo fórum římské osady Sopianae. V roce 1885 byla Pécs po Pošni (Bratislavě) druhým městem v Uhrách, kde byla otevřena telefonní ústředna. Tehdy se zrodila myšlenka zbudovat budovu, která by umožňovala zahrnout vše, co tehdejší pošta prováděla (výběr peněz a dopisů, poštovní přeprava, telegrafní a telefonní ústředna). V architektonickém návrhu na palác uspěl Ernő Balázs ze Somboru (dnes v srbské Vojvodině). Projekt byl vybrán v roce 1901, výstavba byla zahájena o rok později. Palác byl dán do užívání v roce 1904.